# Dru C. Gladney
Dru Curtis Gladney, né à Pomona en Californie le 3 novembre 1956 et mort le 17 mars 2022, est un professeur d'anthropologie qui fut président du Pacific Basin Institute du Pomona College (Institut du bassin du Pacifique au Pomona College). 

## Carrière
Dru C. Gladney a obtenu son doctorat en anthropologie sociale de l'Université de Washington, à Seattle, en 1987. Gladney est l'auteur de quatre livres et de plus de 100 articles universitaires et chapitres de livres sur des sujets couvrant le continent asiatique. Il a obtenu son doctorat. en anthropologie sociale de l'Université de Washington, Seattle, en 1987.
Le Dr Gladney concentre ses recherches sur le nationalisme ethnique et culturel en Asie, se spécialisant sur les peuples, la politique et les cultures de la Route de la soie et du chinois musulman (ou Hui). Chercheur Fulbright à deux reprises en Chine et en Turquie, il a mené des recherches à long terme sur le terrain en Chine occidentale, en Asie centrale et en Turquie, pendant plus de 25 ans. Ses langues de recherche comprennent le mandarin, le turc, l'ouïghour, l'ouzbek, le kazakh et le russe. Les résultats de son travail ont été présentés sur CNN, la BBC, sur Voice of America, National Public Radio, Al Jazeera, et dans Newsweek, Time, le Washington Post, l'International Herald Tribune, le Los Angeles Times et le  New York Times. Les publications du Dr Gladney ont été traduites en chinois, japonais, russe, arabe, turc, français et allemand.
Le livre le plus récent de Gladney est Dislocating China: Muslims, Minorities, and Other Subaltern Subjects. Il est également l'auteur de Muslim Chinese: Ethnic Nationalism in the People's Republic et d'Ethnic Identity in China: The Making of a Muslim Minority Nationality. Il est éditeur de Making Majorities: Constituting the Nation in Japan, China, Korea, Malaysia, Fiji, Turkey, and the U.S.. 
Le Dr Gladney a occupé des postes de professeur et des bourses postdoctorales à l'Université Harvard, à l'Université de Californie du Sud, au King's College de Cambridge, à l'Institute for Advanced Study de Princeton, au East-West Center à Honolulu et à l'Université d'Hawaï à Mānoa. Il a été consultant auprès de la Fondation Soros, de la Fondation Ford, de la Banque mondiale, de la Banque asiatique de développement, du Getty Museum, de l'Académie nationale des sciences, du Centre européen pour la prévention des conflits. Il a été Haut-Commissaire des Nations Unies pour les réfugiés et a travaillé à l'UNESCO. Le Dr Gladney siège également au Conseil consultatif du Mouvement d'éveil national du Turkestan oriental (en).

## Publications
En 2020 est l'auteur de plusieurs livres et plus de 100 articles académiques et chapitres de livres sur des sujets concernant le continent asiatique.
- Muslim Chinese: ethnic nationalism in the People's Republic, Harvard, 1991, p. 137[11].
- L’Expansion du colonialisme intérieur en Chine, en ligne sur Pouvoirs, revue française d'études constitutionnelle et politiques, 1996.
- La question Ouïgour : Entre islamisation et ethnicisation, 2004, (Annales. Histoire, Sciences Sociales 2004/5-6 (59e année), pages 1157 à 1182) en ligne sur CAIRN info.
- Xinjiang: Bridge Or Barrier To Xi Jinping’s Belt And Road Initiative?, 27 sept. 2018, sur Stanford University
- Gladney, D. C. (2021). The Xinjiang Uyghur Autonomous Region as an example of separatism in China. Kulturní studia / Cultural studies 1/2021, pp. 85–104. DOI: 10.7160/KS.2021.150105 (Dernier article publié par Dru C. Gladney)

## Référence
- (en) Cet article est partiellement ou en totalité issu de l’article de Wikipédia en anglais intitulé « Dru C. Gladney » (voir la liste des auteurs).

1. ↑  (en) Mark Kendall, « In Memoriam: Anthropology Professor Dru Gladney », sur Pomona College in Claremont, California, 18 mars 2022 (consulté le 21 mars 2022).
2. ↑  Pomona College.
3. ↑  "Deadly attack on police in China's Xinjiang province". BBC News. 18 July 2011..
4. ↑  "After Uighur Attacks, Understanding Muslims in China"..
5. ↑  Gladney, Dru (2004). Dislocating China: Muslims, Minorities, and Other Subaltern Subjects. Chicago: University of Chicago.  (ISBN 0-226-29775-6).
6. ↑  Gladney, Dru (1991). Muslim Chinese: Ethnic Nationalism in the People's Republic. Cambridge, MA: Harvard University Press.  (ISBN 0-674-59497-5).
7. ↑  Gladney, Dru. Ethnic Identity in China: The Making of a Muslim Minority Nationality. Wadsworth.  (ISBN 0-534-06698-4).
8. ↑  Gladney, Dru (1998). Making Majorities: Constituting the Nation in Japan, China, Korea, Malaysia, Fiji, Turkey, and the U.S. Stanford.  (ISBN 0-8047-3048-2).
9. ↑  Site European Center for Conflict Prevention - ECCP.
10. ↑  "Advisory Board". East Turkistan National Awakening Movement.
11. ↑  Ildikó Bellér-Hann, « Dru C. Gladney, Dislocating China. Muslims, Minorities, and Other Subaltern Subjects », Perspectives chinoises [En ligne], 91 | septembre-octobre 2005, mis en ligne le 27 avril 2007, consulté le 09 mars 2012. URL : http://perspectiveschinoises.revues.org/919.